# 細田なな
細田 なな（ほそだ なな）は、日本の女性声優。主にアダルトゲームに声をあてている。

## 出演作品
※ 太字は主役またはヒロイン

### ゲーム
2002年
- ぽこぽこ軍将2 〜いっつ・あ・りある・わ〜るど〜（咲坂円）

2003年
- 天巫女姫（中条美月）
- Asylum（コユキ）
- VAGRANTS（セリーヌ）

2004年
- あまえんぼう〜もう!イケないコね〜（忍野しのぶ）
- めじょく〜復讐学園〜（水田瑠維）
- 僕と4人の女教師（園川香澄）
- BLACK GATE（ソラ、藤崎晴子）
- IZUMO2（北河麻衣）
- みずのかけら-once summer of islet-ORIGIN （屋久香穂）
- MinDeaD BlooD 〜支配者の為の狂死曲〜（片桐沙希、琴蕗江梨衣）
- 生贄令嬢（山ノ内青葉）
- 凌辱五重奏 〜淫獄への誘い〜（高司真紀）
- ひとがたルイン（エリー）

2005年
- 羽くんの憂鬱（如月あすか）
- ふたりでマーヴルしちゃいます! 〜昨日の敵は今日も恋人!?〜（鳳凰院麗子）
- モノごころ、モノむすめ。（メディカ）

2006年
- すぺーす☆とらぶる（ムルノエ=スリウギ）
- IZUMO2 -学園狂想曲-（北河 麻衣）
- MinDeaD BlooD 〜支配者の為の狂死曲〜 DVD Special Edition（片桐沙希、琴蕗江梨衣）
- かいわれっ!（桃井恵子）
- ハーレム☆パーティー（ソフィスティア＝グレイグース）

2007年
- 超私立! 女の子様学園（高月巴）
- 牝贄女教師 〜私は彼の前で跪く〜（佐山紀香）

2008年
- 蒼海の皇女たち（ウルリケ=グレーシェル）
- 女囚騎士セリシア（セシリア）
- FairlyLife（沢渡弓月）
- Before Dawn Daybreak 〜深淵の歌姫〜（サラ）

2009年
- ふわりコンプレックス（菜ノ花 一姫）
- マジカルウィッチコンチェルト（クロエ・ニーヴン）
- 明日はきっと、晴れますように -She said so，and prayed to cloudy skies.-（服部 攸夏）
- 田舎でシよう! 北海道編 ボクと妹たちの夢日記（雪姫）

### OVA
2004年
- BLACK GATE 姦淫の学園（藤崎 晴子）

### CD
- 「FairlyLifeオリジナルサウンドトラック」LACA-5872（沢渡弓月）
- 「異教徒合神ミコシスター」（ファティマ＝ザカート）
- 「○学○年生Cute！」（役名不明）

| スタブアイコン | サブスタブ | この項目は、まだ閲覧者の調べものの参照としては役立たない、声優（ナレーターを含む）に関連した書きかけの項目です。この項目を加筆・訂正などしてくださる協力者を求めています（P:アニメ/PJ:芸能人）。 |